# Ouâda-V2
Pour les articles homonymes, voir Ouâda.
Ouâda-V2 est une localité située dans le département de Bané de la province du Boulgou dans la région Centre-Est au Burkina Faso.

## Histoire
Ouâda-V2 est issu de la scission de Ouâda (5 604 habitants en 2003) en cinq entités que sont : Ouâda-Traditionnel, Ouâda-V1, Ouâda-V2, Ouâda-V3 et Ouâda-V4.

## Santé et éducation
Le centre de soins le plus proche de Ouâda-V2 est le centre de santé et de promotion sociale (CSPS) d'Ouâda-Traditionnel tandis que le centre médical (CM) le plus proche se trouve Bitou.
Le village possède une école primaire publique.